# بيت المرح (مذكرات)
بيت المرح (بالإنجليزية: Fun Home)‏ (وعنوانه الكامل بيت المرح: العائلة التراجيدية الهزلية) هي مذكرات
رسمية صدرت في عام 2006 للكاتبة أليسون بيكدل. يؤرخ الكتاب في بيت المرح طفولة وشباب الكاتبة في الحياة الريفية في ولاية بنسلفانيا الأمريكية. تركز الكاتبة على علاقتها المعقدة مع والدها، ويتناول الكتاب مواضيع عن التوجه جنسي وأدوار الجنسين والانتحار والحياة العائلية المُفككة، ودور الأدب في فهم الشخص لنفسه وفهم عائلته. استغرق هذا الكتاب مدة سبع سنوات لكتابته وتوضيحه، ويرجع ذلك جزئياً للعملية الفنية الشاقة لبيكدل، والتي تتضمن تصوير نفسها في أوضاع شخصية لكل إنسان.
لقد حقق هذا الكتاب شعبية ونجاح باهر، وأمضي أسبوعين في قائمة أكثر الكتب مبيعاً بنيويورك. وقال عنه الكاتب سيان ويلسي في الكتاب النقدي بنيويورك انه عملاً رائداً. دفع نوعين (الرسوم الهزلية والمذكرات) في اتجاهات جديدة متعددة. وقد اطلقت العديد من المنشورات علي كتاب بيت المرح أنه من أفضل الكتب في عام 2006 وتضمن أيضاً في عدة قوائم لأنه من أفضل الكتب من ألفي عام  وتم ترشيحه لعدة جوائز منها جائزة الكتاب الوطني لدائرة النقاد وجوائز إيسنر الثلاثة (تم الفوز بواحدة منهم) تم تسلسل الترجمة الفرنسية لهذا الكتاب في صحيفة «التحرير» وأُختير كتاب بيت المرح رسمياً في المهرجان الكوميدي الدولي بانغولم وتم مناقشته بالمؤتمر الأكاديمي في فرنسا. وأيضاً وُضِع في العديد من المنشورات الأكاديمية لبعض المجالات مثل: دراسات السيرة والدراسات الثقافية، كجزء من أكبر استثمار أكاديمي خطير تجاه دراسه الكوميديا/تتابع الفن 
أنشأ هذا الكتاب جدلاً في المكتبة العامة بولاية ميزوري حيث أن السكان المحليين اعترضوا علي محتويات الكتاب وتمت إزالته من أرفف المكتبة لمده خمسه أشهر 
هناك تكملة لهذا الكتاب بعنوان هل أنتي امي؟ وهي دراما كوميدية تناقش علاقه بيكدل مع والدتها.

## الأحداث وملخص الفكرة الرئيسية
قصه بيت المرح غير خطية أوعودية، فقد قيلت وقالت الأحداث في ضوء المعلومات والأهداف الجديدة. ووصف بيكدل تركيبه بيت المرح علي أنها متاهه "السير علي نفس المواد، ولكن بدءاً من الخارج وتصاعد إلي مركز القصة". لقد نشر مقال عن الذكريات والحقيقة في المجلة الأكاديمية جمعية اللغة الحديثة لجوائز رئيس الوزراء الأدبية وأوضحت فيه نانسي ميلر أن بيكدل قد أعادت المشاهد والمواضيع "فقد أعادت تكوين الذكرايات علي أن قوة التعلق بها قد يولد المذكرات نفسها". بالإضافة إلي أن المذكرات تستمد هيكلها من تلميحات الأعمال المختلفة من أدب الأسطورة اليونانية والفنون المرئية، فقد عُرضت أحداث الحياة الأسرية لبيكدل التي مرت بها في طفولتها وفترة المراهقة من خلال هذه العدسات اللماحة. فقد لاحظت ميلر أن السرد من النصوص الأدبية المشار إليها "توضح أدلة صحيحة وخاطئة في أسرار العلاقات الأسرية.
تركز المذكرات علي أسرة بيكدل وحول علاقتها مع والدها بروس. كان يعمل بروس مديراً للجنازات ومدرس لغة إنجليزية بمدرسة الثانوية في الزان كريك، وهو المكان الذي تربت فيه اليسون وأشقائها. جاء عنوان هذا الكتاب من لقب العائلة جنازة الوطن، وهي الأعمال التجارية للعائلة التي تربي عليها بروس وعمل فيها فيما بعد. تشير هذه العبارة أيضاً بسخرية إلي الحكم المحلي المستبد لبروس بيكدل. المهنتين الرئيسيتين لبروس بيكدل تنعكس في بيت المرح وتركز علي الموت والادب.
لقد عارضت المذكرات في بداية الكتاب هوس بروس بيكدل في استعادة منزل العائلة الفيكتوري. فحاجته الهوسية في استعادة المنزل ترتبط ببعده العاطفي عن أهله، والتي عبر عنها في برود ونوبات شديده من الغضب. في المقابل، هذه المسافة العاطفية كانت مرتبطة مع كونه مثلي الجنس. كان بروس بيكدل له علاقات مثلية جنسياً في الجيش ومع طلابه في المدرسة الثانوية؛ بعض من هؤلاء الطلاب كانوا أيضاً أصدقاء العائلة والمربيات. عندما بلغ الاربعة والأربعين بعد اسبوعين من طلب زوجته للطلاق سارت بعض الخلافات وتدخل في حمله قدوم شاحنه الخبز وانتهت بقتله. وعلي الرغم من أن الأدلة كانت غير واضحة، ولكن أوضحت أليسون بيكدل أن والدها اقدم علي محاوله الأنتحار.
تتفق أيضاً القصة مع الصراع الخاص بأليسون بيكدل مع هوايتها الجنسية، وصولاً لإدراكها علي أنها مثلية. فقد أوضحت المذكرات صراحاً عن التطور الجنسي لها، بما في ذلك نسخ من مذكرات طفولتها، وحكايات عن الاستمناء، وعن تجربتها الجنسية الاولي مع صديقتها جون. باللأضافه إلي الشذوذ الجنسي الشائع، فقد اشترك أليسون وبروس بيكدل في ميول الوسواس قهريوالميول الفنية، لكن مع معارضة الحواس الجمالية. وقد قالت بيكدل: «لقد كنت متقشف لوالدي الأثيني». وكانت هذه المعارضة مصدراً للتوتر في العلاقة بينهم، لأن كلاهما حاولوا التعبير عن عدم رضاهم عن الأدوار الجنسية المسنودة إليهم «ليس فقط اننا بالمقلوب ولكن أيضاً كنا عكس بعضنا البعض. بينما كنت أحاول أن أعوض الشيء الجبان فيه، كان يحاول أن يعبر عن شيء انوثي من خلالي. لقد كانت حرب عبر الأغراض، ومعرضة للتصاعد الدائم». ومع ذلك قبل وفاة بروس بيكدل بفترة قصيرة، قام هو وابنته بإجراء محادثة عن اعتراف بروس عن بعض تاريخه الجنسي واتضح انه سبب جزئي عن الصراع بين الأب وابنته.
في بعض النقاط لهذا الكتاب سُئلت بيكدل إذ كان قرارها علي أن تصبح مثليه من احدي اسباب أنتحار والدها ، وهذا السؤال لم يجد له إجابة بعد، ولكن بيكدل أوضحت علاقة الترابط بين حياه والدها الجنسية وبين حياتها السحاقية الخاصة، موضحة واجبها تجاه والدها في كلا الأضواء السلبية والإيجابية.

## الأهداف
يحتوي بيت المرح علي عدة أهداف تكررت في هذا الكتاب. ولكن يمكننا القول بأن أهمها هو الميل الجنسي. فقد أوضحت بيكدل لقرائها إنه يحكي رحلتها لاكتشاف الحياة الجنسية الخاصة بها من خلال هذا الكتاب «إدراكي في التاسعة عشر من عمري إني امرأة سحاقية جئت بطريقة تتفق مع نشأتي مع كتبي». (فقد كان كشفها عن قراءات المعاني الحرفية في القواميس وقراءة المقابلات الخاصة بالأخرين مثلها، إلخ) ساعدها علي التأقلم مع حياتها الجنسية، ولكن في الحقيقة، هذة التلميحات أزعجت طفولتها، فلديها الرغبة في أن تمارس حقها في التغيير  أو أن تجعل أشقائها يسمونها ألبرت بدلاً من أليسون في رحلات التخيم ، مع ذلك، تكشف بيكدل على أنها لم تكن وحيدة في اختيارها للشركاء، فقد ظهر أيضاً على والدها بعض السلوكيات مثلى الجنس ولكن في اتجاه مختلف عن أليسون، «لقد كنتُ مستحوذ، وفي نفس منزلة بطل الرواية في الدراما الخاصة بى والخاصة بمأساة والدى» هذا المشهد من صفحة 58 عندما كشفت والدتها سر والدها. على الرغم من أن الأب وابنته كان لديهما حالات مماثلة ولكن بيكدل كانت سحاقية بينما والدها كان مخنس أو مثلى الجنس فالأثنين لهم اتجاهات مختلفة اختارت بيكدل أن تتقبل هذة الحقيقة وعدم إخفائها. وقررت الذهاب إلى اجتماعات «اتحاد المخنثين»، فكانت بيكدل منفتحة حول حياتها الجنسية من قبل أن تكون على علاقه مع نفس الجنس من أي نوع. ولكن من الناحية الأخرى، كان والدها له شؤون عديدة مع الرجال ولكنه لم يكن منفتحاً حول هذا الموضوع. وهذا يمكن أن يكون بسبب الجنسية المثلية له أو للأخرين. أو ربما لأنه كان متزوجاً من العائلة. في أي حال، فقد إتضح أنه كان خائفاً من الخروج وهذا كان واضحاً من «رؤية الخوف في عينه» عند الاقتراب من المناقشة في هذا الموضوع بشكل خطير عن الشذوذ الجنسى.
بالإضافة إلى الميل الجنسى، فالمذكرات تتطرف إلى موضوع الهوية الجنسية. لقد قدمت بيكدل والدها على إنه مخنث  بينما كان والدها يحاول باستمرار تغيير ابنته إلى شخص أكثر إنوثه طوال طفولتها.
ثالثاً، فهو أيضاً كان يوضح الفكرة الأساسية عن أسباب الوفاة عكس الكثير من الشباب. فبيكدل الطفل له علاقة ملموسة مع الموت بسبب عمل الأسرة في المشرحة. فكان دائماً يفكر إذا كانت وفاة والده بسبب حادثة أو انفجار. ويرى أنه من المرجح أنه قتل نفسه متعمداً. سواء كان هذا بسبب حياته الجنسية الخاصة، أو بسبب اّخر غير واضح.

### التلميحات
المراجع التلميحية التي أستخدمت في بيت المرح ليست مجرد هيكلية أو أسلوبية: فقد كتب بيكدل «ليست فقط أستخدم هذه التلميحات علي أنها أجهزة وصف ولكن لأن والدي هم الأكثر حقيقة لمصطلحاتي الخيالية. وربما تكون المسافة الجمالية الباردة نفسها تعني كثيراً للتعبير عن المناخ القطب الشمالي لعائلتنا عن أي مقارنة أدبية خاصة». فبيكدل الراوية تعبر عن علاقتها بوالدها من خلال أسطورة دايدالوس وايكاروس. فعندما كانت بيكدل طفلة كانت تسبب الأرتباك لعائلتها ولعمارتهم القوطية الجديدة مع عائلة أدامس التي كانت تنظر في الرسوم المسيئة لتشارلز أدامس. تمت المناقشة في موضوع انتحار بروس بيكدل والتلميح عن هذا الموضوع في رواية الموت السعيد لألبير كامو وفي مقالة أسطورة سيزيف. فاتركيزه الحزر وعالمه الجمالي والفكري يقارن بروايه غاتسبي العظيم للكاتب فرنسيس سكوت فيتزجيرالد، وقد أقترح الراوي أن تكون بروس بيكدل من العناصر النموزجية فحياته بعد فيتزجيرالد، كما وصف في سيرته الجانب الآخر من الجنة. قُرنت زوجته هيلين ببطلة روايات هنري جيمس في رواية ساحة واشنطن وصورة سيدة. كانت هيلين بيكدل ممثلة هاوية، والمسرحيات التي كانت توْديها كانت تساعدها في إضائة بعض الجوانب في حياتها الزوجية أيضاً. قابلت بروس بيكدل زوجها أول مرة عندما التقيا في إنتاج الكلية لترويض النمرة، وأعلنت أليسون بيكدل أن هذا الكتاب «نذيرا لزواج والدها في الوقت اللاحق». فقد أتضحت بعض التافصيل في دور سيدة براكنيل وهو الدور الذي قامت به هيلن في الإنتاج المحلي لأهميه التحلي بجديه؛ قٌرنت بروس بيكدل بالمؤلف أوسكار وايلد. فقد تم فحص شذوذه الجنسي أيضا مع التلميح لمارسيل بروست في سلسلة روايات بحثاً عن الزمن الضائع وهي من أبرز أعماله. تم مناقشة الأب وأبنته الفنية وميول الوسواس القهري مع مراجع للرسوم التوضيحية لإرنست هوارد شيبرد في الرواية الأدبية الريح في الصفصاف. كان بروس وأليسون بيكدل يتبادلان الأشارات عن حياتهم الجنسية عن طريق تبادل الذكريات: منح الأب لأبنته الجنة الأرضية، وهي مجموعة من كتابات السيرة الذاتية للكاتب كوليت، بعد فترة قصيرة، من وصف أليسون بيكدل علي إنها «إشاره لفصيح فاقد الوعي»، لقد تركت نسخة من مجموعة كتب للكاتبة كيت ميليت عن مذكراتها. وأخيراً، عودة إلي أسطورة دايدالوس، ألقت بروس بيكدل نفسها كستيفن ديدالوس ووالدها كليوبولد بلوم في روايه عوليس، مع مراجع موازية للأسطورة تليماخوس وأوديسيوس.
بالإضافة إلي ألتلميحات الأدبية التي لم يتم الأعتراف بها صراحاً في النص، مزجت بيكدل بين ألتلميحات المرئية لبرامج التلفاز وبين بنود أخرى في أعمالها الفنية وهي ثقافة شعبية، وأحيانا كانت هذه ألتلميحات تظهر فصورة لوحة علي التلفاز. هذه المراجع المرئية تتضمن فيلم إنها حياة رائعة وشارع السمسم لبيرت وإيريني، وسمايلي، الدب يوغي، وبات مان، ووايل إي. كايوتي ورود رنر، وأخيراً استقالة رئيس الولايات المتحدة الأمريكية ريتشارد نيكسون، والراهبة الطائرة.

### العمل الغني
كتب بيت المرح باستخدام فن الخط الأسود مع الحبر الرمادي والأخضر. فقد كتب سيان ويلسي أن لوحات بيت المرح "تجمع بين التفاصيل والكفاءة التقنية لروبوت دينيس كرمب بجدية وبإستخدام عاطفة معقدة وفي التجديد من نفسه تماماً". فقد كانت الكتابة عن المثلين والمثليات إستعراض لجميع أنحاء العالم . "فقد أنتقد ديان ألين هامر سلوك بيكدل في رسم شخصياتها بطريقة بسيطة ووضوح حتي الآن" مع الاهتمام بالتفاصيل في استخدامها للخلفيات، فالبرامج التلفزيونية واللوحات المعلقة في الحائط لا تذكر للتعقيدات بسبب الخلفيات المتكررة مثل خلفية لجنازة الوطن". فقد أوضح بيكدل في مقابلة لمجلة كاريكاتيرية أن ثراء كل لوحة في بيت المرح كانت أمر مقصود جداً وهذا ماقالته:
أستغرقت بيكدل في كتابة بيت المرح وتفسيره مدة سبع سنوات. فالدقة في العملية الفنية جعلت مهمة التوضيح تسير بشكل بطئ. فهي بدأت كل صفحه باستخدام إطار من برنامج أدوبي إليستريتور وذلك عن طريق وضع النص واستخدام أرقام تقريبية. وأيضاً أستخدمت صور مرجعية شاملة بالنسبة للعديد من لوحات، وطرحت كل شخصية إنسان بنفسها باستخدام كاميرا رقمية لطرح التسجيلات. وأيضاً أستخدمت مراجع صور لعناصر الخلفية، على سبيل المثال، لتوضيح لوحة تصور الألعاب النارية التي تم النظر إليها من علي سطح قرية غرينتش
في 4 يوليو سنه 1976، لقد أستخدمت صور من جوجل للعثور علي صورة لأفق مدينة نيويورك التي اتخذت من هذا المبنى في تلك الفترة. قامت أيضاً بيكدل بالنسخ لتسليم العديد من الصور العائلية، والخطابات، والخرائط المحلية، ومقتطفات من يومياتها الخاصة في مرحلة الطفولة، ودمج هذه الصور في سردها. لقد قامت بيكدل بنسخ الخط لرسم الفن التوضيحي إلي لوحة بريستول النهائية لصفحة محبرة، وبعد ذلك قامت بفحصها علي جهاز الكمبيوتر الخاص بها. تم استخدام الحبر الرمادي والأخضر لكل صفحة على صفحة منفصلة من الورق بالألوان المائية، ومزجها مع صورة محبرة باستخدام أدوبي فوتوشوب. اختارت بيكدل اللون الأخضر لمرونته ولأنه يتميز بالصفات القاتمة والرثائية التي تتناسب مع الموضوع. تستخدم بيكدل هذه العمليات الأبداعية التي نُختار بدقة «وبالكاد تسيطر علي اضطرابات الوسواس القهري التي تصيبها»

### النشر والإستلام
تم طباعة كتاب بيت المرح لأول مرح في 8 يونيو عام 2006، علي غلاف فني بواسطة الناشر هوتون ميفلين في (بوسطن، مدينه نيويورك). ظهرت هذه الطبعة التي نُشرت علي الغلاف الفني لمجلة نيويورك تايمز في قائمة أفضل الكتب مبيعاً لمدة أسبوعين، بدأت من فترة 18 يونيو إلي 1 يوليو وواصلت في بيعها بشكل جيد، وفي عام 2007 في شهر فبراير وصلت إلى 55,000 نسخه في الطباعة. تم نشر كتاب الجيب في دار النشر راندوم هاوس بالولايات المتحدة تحت إشراف الشركة المتخصصة للنشر جوناثان كيب في عام 2006 الموافق يوم 14 من شهر سبتمبر. وفي 5 يونيو سنه 2007 نشر هوتون ميفلين طبعة جديدة وضمها إلي مجموعة كتب تسمي كتب مارينز.
في صيف عام 2006، تم تسلسل الترجمة الفرنسية لبيت المرح في جريدة ليبراسيون بباريس (والتي تم تسلسلها سابقاً في برسبوليس وهي رواية مصورة قامت بتأليفها مرجان ساترابي).نشرت هذه الترجمة في دار النشر الفرنسية في 26 أكتوبر عام 2006 وذلك تحت إشراف كورين جالف ولى لي ساجتن. في عام 2007 تم اختيار بيت المرح بطريقة رسمية في المهرجان الدولي للكاريكاتير بأنغولم. وفي نفس الشهر، قام قسم الدراسات العليا للغة إنجليزية في جامعة تور بفرنسا بعمل مؤتمر أكاديمي عن أهم أعمال بيكدل، مع العروض التقديمية في باريس ومدينه تور. في هذا المؤتمر قُدمت الأوراق التي تناقش بيت المرح من عده زوايا: والتي تحتوي أيضاً علي عدة «مسارات» مليئة بالمفارقات كنص يتفاعل مع الصور وعلي سبيل الأيجاز أيضاً كبحث عن المعني باستخدام السحب.   هذه الأوراق وغيرها الخاصة ببيكدل وأعمالها تم نشرها لاحقاً في مجلة لأستعراضها جريدة جرات.
وفي يناير عام 2007 نُشرت أيضاً نسخة مترجمة إلي الإيطالية علي يد ريزولي. وفي البرايل أيضاً قامت الشركة المتخصصة لنشر الكتب بعرض الكتاب بالغة البرتغالية في عام 2007. وتم نشره بالغه الألمانيه في دار النشر في يناير عام 2008. تمت ترجمة بيت المرح أيضاً إلي اللغة المجرية والكورية والبولندية، وكان من المفترض أن يتم ترجمته أيضاً إلي اللغة الصينية.
في الربيع عام 2012، قام بيكدل والأستاذ هيلاري شيوت بالمشاركة بالتدريس في جامعة شيكاغو وذلك تحت عنوان خطوط الأرسال والرسوم الهزلية والسيرة الذاتية.

### التعليقات والجوائز
نال بيت المرح العديد من التعليقات الإيجابية في العديد من المنشورات. فقد وصفت صحيفة ذي تايمز بلندن
هذا الكتاب «بأنه كتاب عميق ومهم». وقال موقع سالون عنه إنه «عمل جميل وقطعه مؤكدة على العمل»، وعبرت صحيفة نيويورك تايمز عن رأيان مختلفان وعن ميزة هدة المذكرات. أطلقت سيان ويلسى على كتاب بيت المرح في إحدى أرائها بمجلة نيويورك تايمز أنه «عملا رائداً» تكلم عن نوعين مختلفين وهما الصور المتحركة والمذكرات وناقشهما في اتجاهات جديدة ومتعددة «فهو أيضا كتاب فكاهى يستخدم لعشاق القراءة». أشاد الكاتب المسرحى الممثل الكوميدى جيل سولواى، على هذا العمل في جريدة لوس أنجلوس تايمز ولكنه علق بأن بيكدل استخدمت في بعض الأحيان مراجع ثقيلة وأوضح جيل سولواى «بأن مراجعها غامضة بعض الشئ». ولكن على العكس تماماً، أوضح الناقض الأدبى في مجلة تى «بأن الراوى لديه إصرار على ربط القصة بأشياء أخرى مختلفة مثل ميثولوجيا إغريقية وهي مجموعة من الأساطير والخرافات التي آمن بها اليونانيون القدماء وأيضاً الأدب أمريكي والمسرح الكلاسيكي» وكل هذا كان «بالقوة» و«الغلظة». على النقيض من ذلك، أشاد الناقض الأدبى لصحيفة سياتل تايمز بطريقه إيجابية عن استخدام الكتاب في المراجع الأدبية، ووصفه بأنه «كتاب مذهل». قالت عنه الجريدة الأسبوعية صوت القرية «إن هذا الكتاب وضح كيفية نشأة الكتاب» «كرواية عن السيرة الذاتية بطريقة قوية وأقتصادية وذلك عن طريق السرد البصرى واللفظى الذي لم يكن متواقت، يمثل الكاريكاتير لغة السرد بطريقة مميزة وهي عبارة عن ثروة من المعلومات يمكن التعبير عنها بطريقة مكثفة للغاية».
وضعت العديد من المنشورات كتاب بيت المرح في قائمة أفضل الكتب لعام 2006. ومن هذة المنشوؤرات مجلة نيويورك تايمز وموقع أمزون وجريدة ذي تايمز بلندن ومجلة نيويورك والمنشورات الأسبوعية واحتلت مرتبة أفضل كتاب هزلى لعام 2006. أطلق موقع سالون على هذا الكتاب أنه من أفضل الكتب القصصية لعام 2006، معترفاً بأنهم راوغوا في استخدام تعريف "لأول مره" قائلين أن بيت المرح ملئ بلأسف والعاطفة والأزعاج والأهباط والشفقة والحب -وفي نفس الوقت كانوا دائماً يستخدمون السخرية الأدبية بشكل عميق دون البقاء وافياً لنفسك وللناس الذين أوضحوا لك من أنت". أوضحت مجلة انترتينمنت ويكلي إنه من أفضل الكتب القصصية لهذا العام وقالت عنه مجلة تايم إنه من أفضل الكتب لعام 2006، ووصفته بأنه نجاح أدبي غير متوقع لذلك العام، "فهذا الكتاب عبارة عن قطعة تحفة استطاعت ان توضح حياة أثنين من الناس يعيشون في نفس المنزل ولكن واحد منهما لديه عالمه المختلف الخاص به، فكلاهما في نظر الأخر يعيش في حياة غامضة".
تم ترشيح بيت المرح في الدور النهائي لجائزة نقاد الكتاب في عام 2006، وذلك لتفوقة في المذكرات والسيرة الذاتية. فاز هذا الكتاب في عام 2007 بجائزة جلاد ميديا كأفضل كتاب هزلي، وحصل علي جائزة ستونوال في الكتابات الغير خيالية.وحصل أيضاً علي جائزة الشاعر الأمريكي جودي راي جرهان وعلي جوائز أدبية من قِبل المؤسسة الأدبيه التي توجد في الولايات المتحدة وذلك عن "المذكرات والسيرة الذاتية عن المثلية". رُشح هذا الكتاب لجائزة إيسنر كأفضل عمل أدبي لعام 2007 يصور الواقع وأفضل ألبوم تصويري، وتم الفوز بها وذلك كأفضل عمل يصور الواقع كما أطلق علي بيكدل أيضاً أفضل كاتبة/فنانة. وفي عام 2008، وضعت مجلة انترتينمنت بيت المرح في قائمة "الكلاسيكيات الجديدة" وحصل الكتاب علي رقم 68 (موضحاً انه من أفضل 100 كتاب في الفترة بين عام 1983 إلي 2008). وضعت الصحيفة البريطانية الغارديان هذا الكتاب أيضاً في سلسلة الرويات التي يجب أن يقرأها الجميع"، لأنها تحتوي علي مقدمة وتفاصيل ممتعة.
في عام 2009، وصفت صحيفه تايمز بلندن ومجلة ويكلي وموقع سالون بيت المرح بأنه من أفضل الكتب التي نُشرت من ألفي سنه كما اعتبرته صحيفة الأخبار الأمريكية يونيون واحداً من أفضل الكتب الهزلية.
وفي عام 2010، قالت عنه الجريدة الأمريكية لوس أنجلوس تايمز «انه من أفضل 20 عمل كلاسيكي» في الأدب تكلم عن مثلي الجنس.

### التحديات ومحاوله منع النشر
في أكتوبر عام 2006، حاولوا سكان مدينة مارشال وميزوري منع رواية بيت المرح وأيضاً الرواية التصويرية بلانكت وهي عبارة عن سيرة ذاتية للكاتب كريج تومسون، من النشر وحاولوا إزالتهم من المكتبة العامة التي توجد في المدينة. قاموا مؤيدي فكرة إزالة الكتاب بوصفه علي أنه «إباحي» وأعربوا عن خوفهم من ان يقرأوه الأطفال، بينما دافع مدير المكتبة العامة بمارشيل إيمي كرمب عن الكتاب مبيناً إنه تم عرضه بشكل جيد من ناحية «السمعة ومهنتهم في مراجعة الكتاب» وتعتبر محاولة ازاله الكتاب خطوه سلبيه «من ناحيه انحدار مستوي الرقابة». في 11 أكتوبر عام 2006، عين مجلس إدارة المكتبة لجنة لاتفاق علي سياسة اختيار المواد، وتم الاتفاق علي إزالة رواية بيت المرح وبلانكيت من النشر حتي تتم الموافقة عليه من قِبل اللجنة. قُررت اللجنة بعدم نشر الكتاب بطريقة ضارة أو فصل الكتاب بطريقة مؤذية أيضاً، وقُدمت المواد المختارة في المجلس. وفي عام 2007 شهر مارس الموافق يوم 14 صرح مجلس أمناء المكتبة بمارشيل بإمكانية عودة الكتابين إلي الأرفف مرة أخرى ووصف بيكدل هذا القرار بأنه «شرف عظيم». ووصف هذا الموقف بأنه «جزء من التطور الشامل لشكل الرواية التصويرية».
في عام 2008، وُضِع بيت المرح في منهج اللغة الإنجليزية لمتوسطي المستوي، «تقديم حاسم لشكل الأدب الأنجليزي». أعترض أحد الطلاب علي هذا الوضع واُعطي قراءة بديلة عن ذلك تتناسب مع الوضع الديني للجامعة. اتصل الطالب بمنظمة محلية تسمي «لا للمزيد من الإباحية»، وبدأت هذه المنظمة علي الأنترنت تدعو لإزالة هذا الكتاب من المنهج الدراسي المقرر. ولكن قامت رئيسة القسم للغة الإنجليزية في الجامعة بالدفاع عن بيت المرح ومؤلفه. وقالت عنه الجامعة أنها ليس لديها أي نيه لإزالة هذا الكتاب.
في عام 2013، قامت عائله بالميتو، وهي عائله محافظه تعيش في ولايه كارولينا الجنوبية وتهتم بالتركز علي الاسره وابحاثها، بالاعتراض علي ادراج هذا الكتاب كأحدي الكتب المطلوب قرائتها للطلاب الجدد بكليه تشارلستون. وصفت عائله بالميتو هذا الكتاب «بالاباحيه»  اعترضت بيكدل علي ذلك موضحه ان الاباحيه تكون بسبب الشهوة الجنسية وذلك ليس الغرض من الكتاب. دافع عميد الكلية جورج هايند ومساعده لاين فورد عن هذا الكتاب، موضحاً ان الموضوع الذي يتناوله الكتاب مناسب خاصه للطلاب الجدد.

## وصلات خارجية
- مقتطفات من الكتاب والفيديو للعملية الفنية الخاصة بالكتاب
- الموقع الرسمي للمؤلف أليسون بيكدل
- مقال خاص ببيكدل